# Périgueux
Périgueux (Periguers [peri'gʏ:] ou Peireguers [pejre'gʏ:] em occitan) é uma comuna francesa na região administrativa da Nova Aquitânia, no departamento Dordonha. Estende-se por uma área de 9,82 km². Em 2010 a comuna tinha 31 642 habitantes (densidade: 3 222,2 hab./km²).084 hab/km².
Era chamada de Vesunna durante o período romano.

## Geografia
Périgueux localiza-se no sudoeste da França, no centro do departamento da Dordonha. É atravessada pelo rio Isle de Este a Oeste.

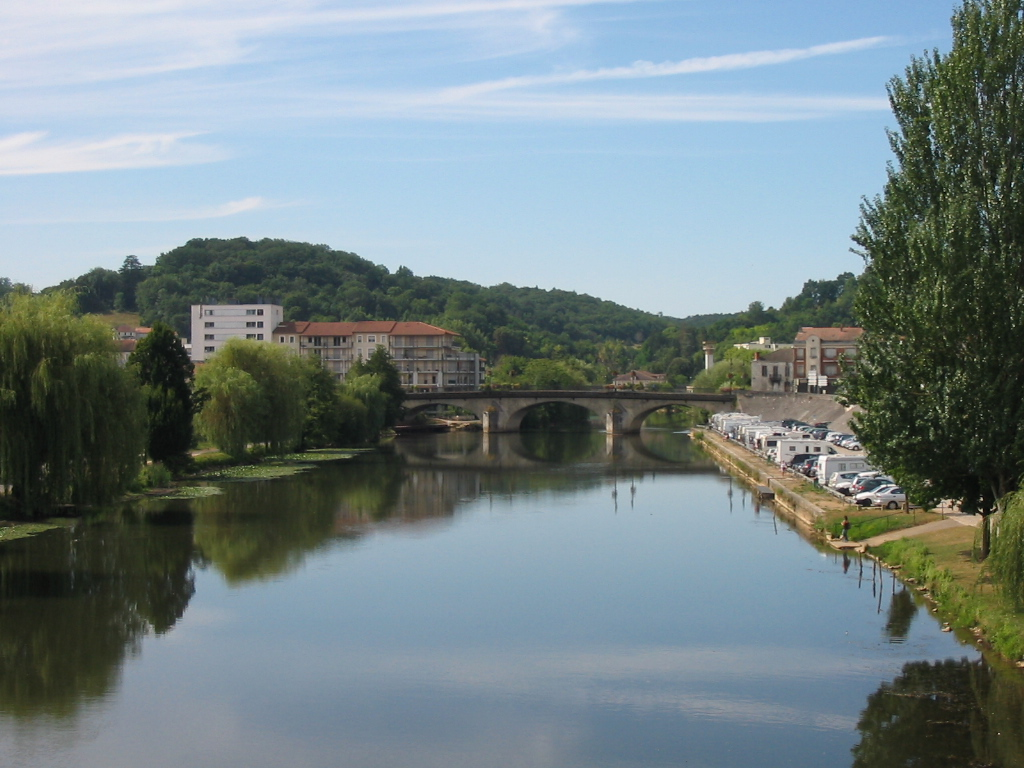
Rio Isle em Périgueux

A comuna situa-se entre Bordéus (129 km), Angoulême (85 km), Limoges (96 km), Brive-la-Gaillarde (74 km), Cahors (126 km) e Agen (138 km).